# Partij voor Democratie en Socialisme
De Partij voor Democratie en Socialisme (Frans: Parti pour la Démocratie et le Socialisme) is een politieke partij in Burkina Faso. In de presidentsverkiezingen van 13 november 2005 kreeg haar kandidaat Philippe Ouédraogo 2,28% van de stemmen. De partij heeft sinds de parlementsverkiezingen van 2007, 2 zetels. 